# Ahron Daum
Ahron Daum (Bnei Brak, Israel; 6 de enero de 1951-Amberes, Bélgica; 27 de junio de 2018) fue un rabino ortodoxo moderno, educador y autor. Fue rabino mayor de Fráncfort del Meno y residió en Amberes, Bélgica hasta su fallecimiento.

## Vida personal y educación
Ahron Daum nació en el seno de una familia religiosa judía ashkenazí. Su padre, Schmuel Daum, fue un importante pedagogo, escritor y líder comunitario, proveniente de una ilustre familia rabínica de Polonia y Bohemia. Su madre, Rivka Gina Daum, procedía de una próspera familia comerciante de Sopron, Hungría. Tiene tres hermanos menores.
Su instrucción religiosa intensiva empezó a los trece años en la famosa yeshivá lituana jasídica de Ruzhín en Bnei Brak. A los catorce años de edad se trasladó al Reino Unido para continuar sus estudios en Yeshivá Ha-Ramá y más tarde asistió a la renombrada yeshivá sionista Etz Chaim en Montreux, Suiza. En 1975, tras acabar su bachillerato en Suiza, se matriculó en el Jews’ College de la Universidad de Londres, donde recibiría con honores su título de grado en estudios judaicos.
A partir de 1978 empezó los estudios en el Seminario Teológico Rabino Isaac Elchanan (RIETS) de la Universidad Yeshiva de Nueva York, donde recibió con honores el título de Maestría en Estudios Bíblicos, así como su ordenación rabínica que fue firmada y le fue entregada personalmente por el Profesor Rabino Joseph B. Soloveitchik. Tras rechazar la oferta de continuar sus estudios para recibir el título de Dayán (rabino juez), regresó a Europa, donde se casó con Francine Frenkel, con quien tuvo tres hijas. Ahron Daum domina el hebreo, inglés, alemán, francés, holandés y el yidis, y entiende el arameo y el latín.

## Carrera rabínica
En 1982 empezó su carrera rabínica en Suiza como rabino de la comunidad en la ciudad de Biel, una población bilingüe de habla francesa y alemana. Dejó el puesto en 1986 para convertirse en becario de cátedra en el Christlich-Jüdische Institut en Lucerna, afiliado con la Facultad de Teología de la Universidad de Lucerna. En 1987 aceptó el puesto de rabino mayor de la comunidad judía de Fráncfort del Meno (Alemania), en aquel entonces la comunidad judía más grande y prestigiosa de la Alemania Occidental.
Durante su cargo en Fráncfort, el rabino Daum también presidió el Bet Din (Tribunal Rabínico) de esta ciudad. De ese modo estuvo a cargo activamente de guiurim (conversiones), kashrut (reglas sobre la comida), din Torá (sentencias legales judías) e incluso divorcios religiosos (guitín).
El rabino Daum posee la experiencia en la materia del guiur (conversión al judaísmo), así como desde el punto de vista de un tribunal religioso rabínico (Bet Din), y en la enseñanza y guía de más de quince años de experiencia preparando a no judíos que desean convertirse al judaísmo con un guiur halájicamente reconocido (una conversión válida según la ley rabínica).
En 1993, por motivos familiares, renunció a su puesto de rabino mayor y se mudó a Amberes (Bélgica), donde ya residía la mayor parte de su familia. Allí empezó a enseñar judaísmo en el sistema escolar del Estado y en escuelas judías. En 1995 aceptó el puesto de maestro de ley judía en la Facultad de Religiones Comparadas de Wilrijk (Amberes). En reconocimiento por su cátedra allí y sus trabajos sobre Halajá (ley judía), la facultad le otorgó el título de Profesor de Ley judía honoris causa. Desde 2001 comenzó asimismo, junto con su esposa, una serie de proyectos de enseñanza abierta para Baalei Teshuvá (judíos que retornan a la observancia religiosa), gentiles interesados en estudios judaicos y para posibles conversos al judaísmo. Hoy en día esto abarca la mayor parte de su tiempo y sus esfuerzos, y como parte de estas actividades organiza regularmente, en cooperación con el Centro Shalom de los Países Bajos, días de estudio en varios temas del campo de estudios judaicos.

## Obras y publicaciones
El profesor rabino Ahron Daum es un autor prolífico que ha escrito sobre una amplia gama de temas dentro del campo de estudios judaicos. Aún residiendo en Suiza era un contribuyente de artículos sobre Halajá (ley judía) al semanario judío suizo-alemán "Jüdische Rundschau". Durante su gestión como Rabino Mayor de Fráncfort, escribió regularmente artículos para "Die Jüdische Allgemeine" y para la revista bimensual "Die Gemeinde". Desde 2010 aporta una columna mensual para la revista Joods Actueel, la publicación judía más ampliamente distribuida en Bélgica. En estas columnas cubre todo el espectro de estudios judaicos, como por ejemplo, su acogida serie de historia del judaísmo desde la Ilustración. Es autor de dos libros. Su primera obra "Halacha aktuell" (2 volúmenes), está escrita en alemán, y trata de problemas de Halajá y de asuntos de interés actual según se presenta en la literatura halájica (legal judía), más precisamente en la Responsa. Su obra es única en cuanto que constituye el primer trabajo publicado en alemán en el periodo de la postguerra que de manera comprensiva trata asuntos de Halajá y en la literatura de Responsa. Por esto fue recibido con gran entusiasmo en el mundo de la Halajá y recibió la aprobación de varias distinguidas autoridades rabínicas. Ciertos artículos de su libro fueron escritos en hebreo y publicados posteriormente por separado con el título de “Iyunim b’Halajá”. Su segundo libro fue "Die Jüdische Feiertage in der Sicht der Tradition" (Las festividades judías según la tradición). Se trata de una antología de dos volúmenes que combina artículos de Halajá, sermones, comentarios litúrgicos, pensamientos de homilética y folklórica, y cuentos humorísticos sobre las fiestas judías y el Shabat. Actualmente está trabajando en libros en holandés que abarcan temas diversos de Kabalá, historia judía, el mundo judío contemporáneo y sus diferentes filiaciones, y otros temas.

## Obras publicadas
Libros
- Halacha aktuell, Jüdische Religionsgesetze und Bräuche im modernen Alltag (Haag und Herchen Verlag, Frankfurt am Main, 1992, 2 Vol., p. 387 – p. 773)
- Iyunim b’Halacha (Haag und Herchen Verlag, Frankfurt am Main, 1992, p. 93)
- Die Feiertage Israels, Die jüdischen Feiertage in der Sicht der Tradition (Herchen Verlag, Frankfurt am Main, vol. I, 1993, p. 556, vol. II, 1994, p. 557)
- "Das aschkenasische Rabbinat: Studien über Glaube und Schicksal" (Julius Carlebach) / Die Rolle des Rabbiners in Deutschland heute (Ahron Daum)